# الظلال في الجانب الآخر (فلم)
الظلال في الجانب الآخر هو فيلم دراما مصري من إخراج غالب شعث وبطولة نجلاء فتحي، محمود ياسين، أحمد مرعي ومديحة كامل. صدر الفيلم في 31 مارس 1975.

## نبذه
تتطور علاقة الحب بين محمود وروز حتى تصير حبلى منه، فتطرد ميمي محمود من الغرفة التي أجرتها له، لأنها اعتبرت نفسها أنها إئتمنت محمود على روز التي تعتني بها منذ الصغر.

## طاقم العمل
- نجلاء فتحي بدور روز
- محمود ياسين بدور محمود
- أحمد مرعي بدور مصطفى
- مديحة كامل بدور سهير
- عايدة عبد العزيز
- يونس شلبي

## وصلات خارجية
- مقالات تستعمل روابط فنية بلا صلة مع ويكي بيانات